# Alexis Ajinça
Alexis Ajinça, né le 6 mai 1988 à Saint-Étienne, est un joueur international et entraîneur français de basket-ball. Comme joueur, il évolue au poste de pivot. Avec l'équipe de France, il est champion d'Europe en 2013.

## Biographie

### Débuts en France
Vers 9 ans, Ajinça mesure 1,82 mètre et devient vice-champion du monde de BMX, champion d'Europe et champion de France (sa sœur Elodie est championne du monde) et s'intéresse en même temps au basket-ball. Il commence le basket-ball sérieusement à l'âge de 11 ans et s'entraîne à Saint-Jean-Bonnefonds, dans la banlieue de Saint-Étienne. Il est ensuite repéré par l'équipe de Saint-Étienne, le CASE Basket et rejoint les équipes de jeunes.
Ajinça est sélectionné avec les sélections Loire 88 afin de rencontrer les meilleurs jeunes de sa génération.
Ajinça a joué la saison 2005-2006 au Centre fédéral de basket-ball de l'Institut national du sport et de l'éducation physique.
Durant la saison 2006-2007, il a joué avec les espoirs de Pau-Orthez, puis est prêté pour la saison suivante au Hyères Toulon Var Basket. En juillet 2007, il remporte la médaille de bronze avec l'équipe de France juniors (19 ans et moins) lors du mondial organisé en Serbie.
Lors de la saison 2007-2008 du championnat de France de Pro A, Alexis Ajinça signe un contrat avec le club de Hyères Toulon et participe à la 6e édition de la Semaine des As.

### Carrière NBA (2008-2011)
Inscrit pour la Draft 2008 de la NBA, Ajinça a été sélectionné en 20e position par les Bobcats de Charlotte. Lors de la draft, Larry Brown pousse les Bobcats à choisir Ajinça malgré son manque de puissance physique et ses faibles statistiques en Pro A. Ajinça signe un contrat avec les Bobcats le 8 juillet 2008.
Ses débuts sont très difficiles, au sein de l'effectif des Bobcats déjà très fourni à l'intérieur avec la présence de vétérans comme Emeka Okafor ou Nazr Mohammed.
Le 9 février 2009, Alexis Ajinça est envoyé dans le club du Skyforce de Sioux Falls en NBDL.
En octobre, son contrat est prolongé d'un an avec les Bobcats. Il est donc engagé avec eux jusqu'en septembre 2011.
Au début de la saison 2009-2010, il dispute quelques matchs mais jamais en tant que titulaire. Larry Brown décide alors de l'envoyer une nouvelle fois sur le parquet de la D-League, afin d'y gagner du temps de jeu. Il joue 22 rencontres avec les Red Claws, pour des statistiques de 14,6 points, 7,5 rebonds en 26 minutes. Avec les Bobcats, il dispute au total 6 rencontres, apportant 1,7 point et 0,7 rebond.
En juillet 2010, Alexis Ajinça est envoyé aux Mavericks de Dallas en compagnie de Tyson Chandler. Erick Dampier, Matt Carroll et Eduardo Najera font le trajet inverse et rejoignent les Bobcats de Charlotte.
En janvier 2011, Alexis Ajinça est envoyé dans la franchise NBA des Raptors de Toronto pour libérer une place dans l'effectif pour l'ailier serbe Predrag Stojaković (qui doit remplacer l'ailier titulaire Caron Butler, blessé).

### Retour en France (2011-déc. 2013)
En novembre 2011, lors du lock-out NBA, il intègre son ancienne équipe du Hyères Toulon Var Basket en championnat de France de première division, où, pour son premier match avec son nouveau club, il signe un double double contre Poitiers, avec 19 points et 13 rebonds, pour 31 d’évaluation, signant par la même occasion ses nouveaux records de points et de rebonds lors d'une saison régulière de Pro A.
Il joue deux rencontres avec Hyères avant de signer, le 29 décembre 2011, un contrat jusqu'à la fin de saison avec Strasbourg Illkirch-Graffenstaden Basket. En août, il prolonge avec le club alsacien. Avec celui-ci, il dispute la finale de la Leaders Cup 2013, perdue face à Gravelines-Dunkerque sur le score de 77 à 69. Strasbourg s'incline une deuxième fois en finale lors de cette saison, lors de celle du championnat de France, face à Nanterre, défaite trois victoires à une. Sur le plan individuel, Ajinça est devancé par le joueur de l'ASVEL, Edwin Jackson, pour le titre de meilleur joueur français.
Après avoir annoncé en août la prolongation de son contrat avec Strasbourg, celui-ci étant toutefois limité par une clause lui permettant de signer avec un club NBA jusqu'au 30 septembre, il annonce quelques jours après ce titre européen qu'il prolonge pour une nouvelle saison avec le club de Strasbourg avec lequel il jouera l'Euroligue. Il réalise un très bon début de saison 2013-2014 en Pro A et en Euroligue. Strasbourg est éliminé dès la fin de la saison régulière en Euroligue (avec 3 victoires en 10 matches), mais Ajinça finit deuxième meilleur marqueur de la saison régulière (derrière Bojan Bogdanović) avec 17,1 points par rencontre.

### Retour en NBA (déc. 2013-2018)
Le 17 décembre 2013, les Pelicans de La Nouvelle-Orléans signent Alexis Ajinça pour un contrat de deux ans,. Pour son premier match avec les Pelicans, il capte 11 rebonds dont 5 offensifs, son record en carrière NBA, en 17 minutes mais il n'empêche pas la défaite des siens face aux Trail Blazers de Portland.
Le 4 janvier 2014, il bat son record de points avec 17 unités à 5 réussites sur 7 tentatives dont un dunk sur Roy Hibbert (contre 12 points à 5/9 le 10 décembre 2008) mais aussi 7 rebonds en 32 minutes contre les Pacers d'Indiana. Il porte ensuite ce record à 19 points lors d'une rencontre contre les Lakers. Au total, il dispute 56 rencontres sur cette saison, dont 30 dans le cinq de départ, avec des moyennes de 5,9 points, 4,9 rebonds, 0,7 passe, 0,4 interception et 0,8 contre en 17 minutes. Il inscrit 10 points ou plus à treize reprises, et capte au moins 10 rebonds lors de six rencontres. Il termine avec 3 double-doubles. Il participe également aux playoffs NBA 2015 après la saison régulière, avec un rendement moindre puisque son record de points est limité à 6 unités. Les Pelicans sont éliminés dès le premier tour par les futurs champions NBA, les Warriors de Golden State.
Le 1er juillet 2015, il resigne un contrat de 20 000 000$ sur 4 ans avec les Pelicans.
Au terme de la première année de ce contrat, Alexis Ajinça bat ses records de points et de rebonds en NBA avec 28 unités et 15 prises face aux Lakers de Los Angeles. Les Pelicans ne parviennent cependant pas à se qualifier en playoffs lors de la saison 2015-2016, contrairement à la saison passée.
Le 15 octobre 2018, à la veille du début de la saison NBA 2018-2019, Ajinça est transféré chez les Clippers de Los Angeles contre Wesley Johnson mais les Clippers ne le conservent pas dans leur effectif et Ajinça se retrouve sans club.

### Deuxième retour en France et échec à l'ASVEL (déc. 2018 - mars 2019)
Après une saison sans jouer à cause d'une blessure au genou, il retrouve la France en signant à l'ASVEL Lyon-Villeurbanne le 26 décembre 2018 jusqu'à la fin de la saison. Cependant Ajinça, toujours en convalescence, ne rejoue qu'à partir de fin janvier. À la suite d'une altercation avec l'entraîneur de l'ASVEL Zvezdan Mitrović à la mi-temps du match face au Portel le 1er mars, le club et le joueur décident de rompre le contrat du pivot français. Alexis Ajinça n'a pris part qu'à 5 rencontres de championnat pour 6 points et 3,2 rebonds en 11 minutes de jeu,.
Le 26 novembre 2021, plus de deux ans après son dernier match officiel, il annonce sa retraite sportive,.

## Carrière d'entraîneur
En octobre 2023, Alexis Ajinça commence une carrière d'entraîneur. Il est embauché comme entraîneur adjoint par le Go-Go de Capital City, équipe de G-League affiliée aux Wizards de Washington.

## Carrière internationale
En juillet 2004, Ajinça décroche le titre de champion d'Europe junior (moins de 16 ans) avec la France.
En juillet 2006, il est membre de l'équipe de France juniors championne d'Europe.
Malgré une saison 2008-2009 où on l'a peu vu sur les parquets, Vincent Collet, le sélectionneur de l'Équipe de France de basket-ball, le convoque pour le tournoi de repêchage du Championnat d'Europe de basket-ball 2009 en Pologne. Mis en concurrence avec les autres intérieurs Ronny Turiaf, Johan Petro, Ian Mahinmi, Alain Koffi et Ali Traoré, il n'obtient pas un temps de jeu très important lors des matchs de préparation et est écarté avant le premier match de repêchage, face à l'Italie.
En avril 2011, il annonce son intention de ne pas participer à l'EuroBasket et souhaite se consacrer à la préparation estivale avec sa franchise.
Sélectionné parmi dix-sept joueurs pour disputer le championnat d'Europe 2013 avec l'équipe de France, il se trouve finalement désigné pivot titulaire de cette équipe. Il répond aux attentes de l'entraîneur national Vincent Collet, qui est également son entraîneur à Strasbourg, réussissant notamment un double-double 10 points, 11 rebonds face à la Grande-Bretagne ou 25 points, 5 rebonds, 3 contres et 7 fautes provoquées en 25 minutes face à Serbie. Après une victoire face à l'Espagne en demi-finale, il participe au premier titre européen de l'équipe de France grâce à une victoire 80 à 66 face à la Lituanie. Lors de cette rencontre, il inscrit 4 points et capte 10 rebonds. Sur l'ensemble de la compétition, ses statistiques sont de 9,1 points, 7 rebonds et 0,8 passe.
Le 16 mai, il fait partie de la liste des vingt-quatre joueurs pré-sélectionnés pour la participation à la Coupe du monde 2014 en Espagne. Mais Ajinça annonce en juillet sur Twitter qu'il déclare forfait pour la Coupe du monde en raison de la naissance programmée à la même période de son enfant,. Resté en Louisiane durant l'été, il en profite pour gagner 9 kilos à la faveur d'un intense travail de musculation.

## Palmarès

### Équipe nationale
- Médaillé d'or au championnat d'Europe cadets en 2004.
- Médaillé d'or au championnat d'Europe juniors en 2006.
- Médaillé de bronze au Championnat du monde des 19 ans et moins en 2007 à Novi Sad en Serbie.
- Médaillé d'or au championnat d'Europe 2013 en Slovénie.

### Club
- Finaliste de la Disney Land Leaders Cup 2013 avec Strasbourg
- Finaliste du Championnat de France de Pro A 2013 avec Strasbourg

## Statistiques en NBA
- Moyennes statistiques par match en saison régulière NBA (au 1er janvier 2017)

| Saison    | Équipe           | Matches | 5 Majeur | Minutes | % Tirs  | % 3-pts | % L-F. | Rbds | Pass. déc. | Int. | Ctr. | B.p. | Fautes | Pts |
| --------- | ---------------- | ------- | -------- | ------- | ------- | ------- | ------ | ---- | ---------- | ---- | ---- | ---- | ------ | --- |
| 2008-2009 | Charlotte        | 31      | 4        | 5,90    | 36,20 % | 0,00 %  | 71,4 % | 1    | 0,1        | 0,2  | 0,2  | 0,4  | 1,1    | 2,3 |
| 2009-2010 | Charlotte        | 6       | 0        | 5,00    | 50,00 % | 0,00 %  | 29,4 % | 0,7  | 0,0        | 0,2  | 0,2  | 0,3  | 0,8    | 1,7 |
| 2010-2011 | Dallas           | 10      | 0        | 7,5     | 37,5 %  | 42,9 %  | 66,7 % | 1,7  | 0,2        | 0,3  | 0,5  | 0,1  | 1,3    | 2,9 |
| 2010-2011 | Toronto          | 24      | 0        | 11      | 46,5 %  | 33,3 %  | 73,3 % | 2,5  | 0,3        | 0,3  | 0,6  | 0,7  | 2,5    | 4,8 |
| 2013-2014 | Nouvelle-Orléans | 56      | 30       | 17      | 54,6 %  | 0,00 %  | 83,6 % | 4,9  | 0,7        | 0,4  | 0,8  | 1,1  | 3,3    | 5,9 |
| 2014-2015 | Nouvelle-Orléans | 68      | 8        | 14,1    | 55 %    | 0,00 %  | 81,8 % | 4,6  | 0,7        | 0,3  | 0,8  | 1    | 2,2    | 6,5 |
| 2015-2016 | Nouvelle-Orléans | 59      | 17       | 14,6    | 47,6 %  | 0,00 %  | 83,9 % | 4,6  | 0,5        | 0,3  | 0,6  | 0,9  | 2,3    | 6,0 |
| 2016-2017 | Nouvelle-Orléans | 20      | 10       | 14,7    | 46,5 %  | 0,00 %  | 71,4 % | 4,5  | 0,4        | 0,4  | 0,8  | 0,8  | 1,8    | 4,5 |
| Carrière  | Carrière         | 274     | 71       | 13,2    | 50,00   | 29,3 %  | 80,3 % | 3,9  | 0,5        | 0,3  | 0,6  | 0,9  | 2,3    | 5,2 |

## Records sur une rencontre en NBA
Les records personnels d'Alexis Ajinca en NBA sont les suivants, :
| Type de statistique        | Saison régulière | Saison régulière            | Saison régulière | Playoffs | Playoffs                   | Playoffs      |
| Type de statistique        | Record           | Adversaire                  | Date             | Record   | Adversaire                 | Date          |
| -------------------------- | ---------------- | --------------------------- | ---------------- | -------- | -------------------------- | ------------- |
| Points                     | 28               | Lakers de Los Angeles       | 8 avril 2016     | 6        | @ Warriors de Golden State | 18 avril 2015 |
| Paniers marqués            | 12               | Lakers de Los Angeles       | 8 avril 2016     | 3        | @ Warriors de Golden State | 18 avril 2015 |
| Paniers tentés             | 20               | @ Pacers de l'Indiana       | 24 mars 2016     | 3        | @ Warriors de Golden State | 18 avril 2015 |
| Paniers à 3 points réussis | 3                | @ Nuggets de Denver         | 21 mars 2011     | -        | -                          | -             |
| Paniers à 3 points tentés  | 5                | @ Nuggets de Denver         | 21 mars 2011     | -        | -                          | -             |
| Lancers francs réussis     | 8                | Pacers de l'Indiana         | 11 février 2015  | -        | -                          | -             |
| Lancers francs tentés      | 10               | @ Pacers de l'Indiana       | 4 janvier 2014   | -        | -                          | -             |
| Rebonds offensifs          | 6                | 2 fois                      | 2 fois           | -        | -                          | -             |
| Rebonds défensifs          | 10               | 2 fois                      | 2 fois           | 1        | @ Warriors de Golden State | 18 avril 2015 |
| Rebonds totaux             | 15               | Lakers de Los Angeles       | 8 avril 2016     | 1        | @ Warriors de Golden State | 18 avril 2015 |
| Passes décisives           | 4                | 2 fois                      | 2 fois           | 1        | @ Warriors de Golden State | 18 avril 2015 |
| Interceptions              | 5                | Pacers de l'Indiana         | 8 janvier 2016   | 1        | @ Warriors de Golden State | 18 avril 2015 |
| Contres                    | 5                | @ Timberwolves du Minnesota | 23 janvier 2015  | -        | -                          | -             |
| Balles perdues             | 5                | 2 fois                      | 2 fois           | -        | -                          | -             |
| Minutes jouées             | 37               | Lakers de Los Angeles       | 8 avril 2016     | 4        | @ Warriors de Golden State | 20 avril 2015 |

- Double-double : 13
- Triple-double : 0

## Salaires
| Année       | Équipe                          | Salaire      |
| ----------- | ------------------------------- | ------------ |
| 2008-2009   | Bobcats de Charlotte            | 1 276 320 $  |
| 2009-2010   | Bobcats de Charlotte            | 1 372 080 $  |
| 2010-2011   | Raptors de Toronto              | 1 467 840 $  |
| 2014-2015   | Pelicans de La Nouvelle-Orléans | 981 084 $    |
| 2015-2016   | Pelicans de La Nouvelle-Orléans | 4 300 000 $  |
| 2016-2017   | Pelicans de La Nouvelle-Orléans | 4 600 000 $  |
| 2017-2018   | Pelicans de La Nouvelle-Orléans | 4 961 798 $  |
| 2018-2019   | Clippers de Los Angeles         | 5 285 394 $  |
| Total Gains | Total Gains                     | 24 244 516 $ |

## Vie privée
Le 12 octobre 2014, il devient papa d'un garçon qu'il a eu avec sa femme Courtney et qu'ils ont prénommé Carter.